# Tricolor Ploiești
Tricolor Ploiești a fost o echipă de fotbal din orașul Ploiești, înființată în 1922. A fost una dintre echipele care au participat la prima ediție a campionatului național divizionar, în sezonul 1932-1933.
Înainte de crearea campionatului național, Tricolor a participat la competițiile regionale, cel mai bun rezultat fiind obținut în 1930 când a câștigat Liga de Sud după victoria cu 1-0 în fața Victoriei Constanța.
În primul sezon al Diviziei A, Tricolor ocupă locul cinci, pentru ca în următoarea stagiune să se claseze pe poziția a opta, una retrogradabilă. În 1936, în Divizia B, Tricolor fuzionează prin absorbție cu C.F.P.V. - echipa căilor ferate Ploiești-Văleni. În 1938 promovează în Divizia A unde rezistă un singur sezon. În 1940 obține din nou accesul în prima divizie, iar înainte de startul sezonului 1940-41 al Diviziei A își schimbă denumirea în FC Ploiești.
După Al Doilea Război Mondial, FC Ploiești activează în campionatul districtului Ploiești, iar în 1947 obține promovarea în Divizia A. În sezonul 1947-48 al primului eșalon ocupă locul 13, și pierde barajul de menținere în Divizia A. În 1950 retrogradează în campionatul regional unde joacă sub diverse denumiri (CFR, Vagonul), dar nu mai depășește acest nivel și apoi dispare.

## Cronologie nume
- 1922-36 Tricolorul Ploiești
- 1936-1940 Tricolor CFPV Ploiești
- 1940-1950 FC Ploiești
- 1950-1951 CFR Ploiești
- 1952-1955 Vagonul Ploiești

## Palmares

### Competiții naționale

#### Ligi:
```
 
Liga I
```

- Locul 5 (1): 1932-1933.

```
 
Liga II
```

 Campioană (2): 1937-1938, 1939-40
```
 
Liga de Sud
```

 Campioană (1): 1929-30 (1-0 cu Victoria Constanța).

## Jucători notabili
- Elemer Kocsis (1937 - 1948)
- Nicolae Kovacs (1938 - 1940)
- Ioan Lupaș (1938/39; 1942 - 1944; 1946/47)